# Александр Зайлер
Алекса́ндр За́йлер Ста́рший (нім. Alexander Seiler der Ältere; 19 лютого 1819, Бліцінген, кантон Вале — 10 липня 1891, Церматт) — швейцарський готельєр-піонер та член Великої ради кантону Вале. Він був одним із засновників туризму в Церматті.

## Життєпис
Александр Зайлер Старший був сином гірського фермера Крістіана Зайлера (1788–1877) та Марії Йозефи, уродженої Бюрхер. Він навчався ремеслу миловара та свічкаря у вюртемберзькому Мундеркінгені та у 1842 році відкрив малоуспішну фабрику в Сьйоні. Його сестри Розіна та Катаріна тримали готель у Бліцінгені. Цей будинок Зайлерів був знищений пожежею у 1932 році.
Його брат Йозеф (1817–1863) з 1847 року був капеланом у Церматті, де лікар Йозеф Лаубер (1787–1868) у 1838 році відкрив скромне дерев'яне шале з трьома двомісними номерами. У 1839 році уряд Вале заборонив сільському духовенству розміщувати іноземців. У лютому 1848 року він повідомив Александру, що багато відвідувачів Церматта висловлювали бажання мати готель на Риффельбергу.
У 1851 році Александр переїхав до свого брата в Церматт. Оскільки місцевому лікарю набридла метушня, пов'язана з управлінням готелем, у 1852 році Зайлер зміг взяти його в оренду. За допомогою свого брата, юриста Франца (1827–1863), він у 1854 році купив будинок і незабаром розширив його до готелю Монте-Роза.
У 1857 році він одружився з Катариною Катрайн (1834–1895) з Бріга. Мати 16 дітей вела бухгалтерію та листування зростаючого готельного бізнесу і близько 1861 року заснувала в Брігу Єлизаветинське товариство. Швагер Зайлера, Еміль Катрайн, згодом також увійшов у готельний бізнес.
Александр Зайлер розширював свій бізнес, купуючи та орендуючи інші готелі в Церматті. Серед них були «Des Alpes» та, придбаний у 1867 році, «Mont Cervin Palace», який був відкритий Йозефом Антоном Клеменцем ще у 1852 році і мав 14 ліжок. У 1856 році він придбав перші ділянки на 600 м вище розташованому хуторі Риффельальп і у 1878–1884 роках збудував там гранд-готель. Англійці у 1857 році заснували Альпійський клуб, а через шість років Томас Кук запропонував перші пакетні тури до Швейцарії. Перше сходження на Маттергорн його гостем Едвардом Вімпером, під час якого спуск закінчився трагічно, принесло містечку велику популярність.
Оскільки лижний туризм ще не був винайдений, Зайлер керував своїми готелями лише в літні місяці, а взимку жив у Брігу. Для свого бізнесу йому були потрібні деревина та пасовища, якими він як негромадянин не володів. Місцеві жителі ставилися до нього з недовірою і боялися надмірних змін у традиціях та ландшафті. Коли у 1871 році він подав заяву на отримання громадянства в Церматті, міська рада її відхилила, обґрунтувавши це, серед іншого, його проживанням у Брігу. У 1882 році він придбав права на альпійські пасовища у Ганса Антона Ротена в Глечі на Ронському льодовику. Лише незадовго до своєї смерті, після 18-річної судової тяганини, йому вдалося отримати громадянство для своєї родини в Церматті.
Як член Великої ради кантону Вале від округу Гомс він у 1869–1891 роках виступав за розбудову транспортних шляхів, таких як Залізниця Горнерграт та Трамвай Риффельальп до Риффельальпа.
Його вдова продовжувала керувати підприємством за підтримки синів Александра Молодшого (1864–1920) та Йозефа (1858–1929). Для введення електричного освітлення в Церматті вона 25 липня 1892 року разом з громадою Церматта та залізницею Вісп–Церматт увійшла до синдикату для будівництва електростанції Тріфтбах, яка запрацювала через два роки. Брати, включно з Германом, після зміни століть виплатили частки численним сестрам і об'єднали готельні підприємства разом із пов'язаною нерухомістю в товариство Alexandre Seiler & Frères.